# Trafford Leigh-Mallory

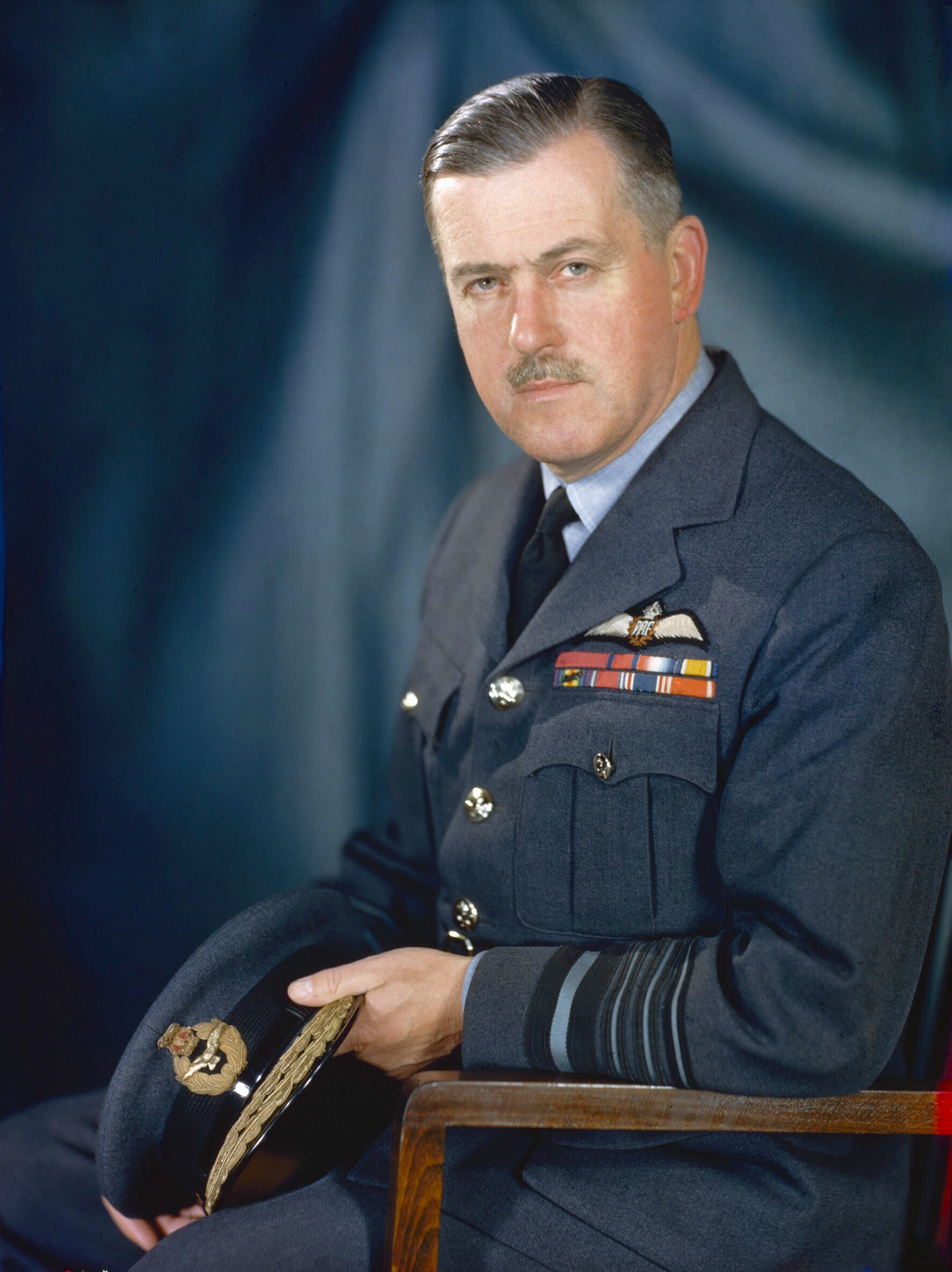
Trafford Leigh-Mallory

Air Chief Marshal Sir Trafford Leigh-Mallory, KCB, DSO and Bar (* 11. Juli 1892 in Mobberley, Cheshire; † 14. November 1944 bei Grenoble, Frankreich) war ein Offizier der britischen Royal Air Force.

## Leben
Leigh Mallory war im Ersten Weltkrieg Staffelkapitän, danach vor allem im Ausbildungswesen der Royal Air Force (RAF) tätig. 1938 wurde er zum Air Vice Marshal ernannt. Leigh-Mallory befehligte bei Beginn des Zweiten Weltkriegs die No. 12 Fighter Group des Fighter Command der RAF, die die Industriestädte der Midlands und die Schifffahrtsrouten entlang der Ost-Küste zu verteidigen hatte.
Während der Luftschlacht um England gehörte er zu den Kritikern Sir Hugh Dowdings, da er eine offensivere Jägerführung in größeren Verbänden bevorzugte, wie er sie von Dezember 1940 an als neuer Kommandeur der No. 11 Fighter Group in Südost-England praktizierte (Big-Wing-Kontroverse).
Im November 1942 wurde er Chef des Fighter Command und am 15. November 1943 Oberbefehlshaber der taktischen alliierten Luftstreitkräfte (Allied Expeditionary Air Force) bei der Operation Overlord, wobei es zu Konflikten mit dem Amerikaner Spaatz und dem Briten Harris über den Einsatz der schweren Bomber kam.
Auf Leigh-Mallory ging der erfolgreiche Transportation Plan für die Invasion zurück, durch den alle gegnerischen Verkehrs- und Nachrichtenverbindungen im engeren und weiteren Kampfraum schon vor der Landung systematisch aus der Luft ausgeschaltet worden waren.
Anfang November 1944 zum Oberbefehlshaber der alliierten Luftstreitkräfte in Südostasien ernannt, kam er auf dem Flug dorthin mit seiner Frau in den französischen Alpen bei Grenoble durch ein Flugzeugunglück ums Leben.
Sein Bruder war der britische Bergsteiger George Mallory.